# Несторидис, Костас
Ко́стас Нестори́дис (греч. Κώστας Νεστορίδης; 15 марта 1930, Драма — 12 декабря 2023, Афины) — греческий футболист, играл на позиции нападающего.

## Биография

### Игровая карьера
Выросший в Афинах Несторидис в возрасте 15 лет присоединился к клубу «Мосхатос», в котором играл два сезона.
Затем он перешёл в «Паниониос», в котором отыграл семь сезонов. В 1955 году он перешёл в афинский АЕК, в котором он отыграл 11 сезонов, выиграв чемпионат Греции 1963 года и Кубок Греции 1964 года. Помимо этого он 5 раз подряд он становился лучшим бомбардиром чемпионата Греции и был известен как выдающийся бомбардир.
Затем он играл за «Саут Мельбурн», «Визас» и саламинский «Аякс», в котором он завершил карьеру.
Играл за сборную Греции, за которую сыграл 17 матчей и забил 3 мяча.

### Тренерская карьера
Работал главным тренером в нескольких командах, в том числе и в афинском АЕКе в 1984 году.

### Смерть
Скончался 12 декабря 2023 года в возрасте 93 лет в Афинах.

## Достижения

### Командные
АЕК (Афины)
- Чемпион Греции (1): 1962/63
- Обладатель Кубка Греции (4): 1963/64

### Личные
- Лучший бомбардир чемпионата Греции (5) :1958/1959, 1959/60, 1961/62, 1961/62, 1962/63